# Еритрейська накфа
Накфа — офіційна валюта Еритреї, названа в честь невеликого еритрейського міста Накфа, яке було базою для Народного фронту звільнення Еритреї під час війни за незалежність. 1 накфа = 100 центів, код ISO 4217 — «ERN». Введена в дію 8 листопада 1997 року як заміна по номіналу ефіопському биру. Обмін на нові валюти відбувався до 30 листопада 1997 року. З 1 січня 2005 року, накфа жорстко прив’язана до американського долара по курсу 1 долар = 15 накф.

## Банкноти

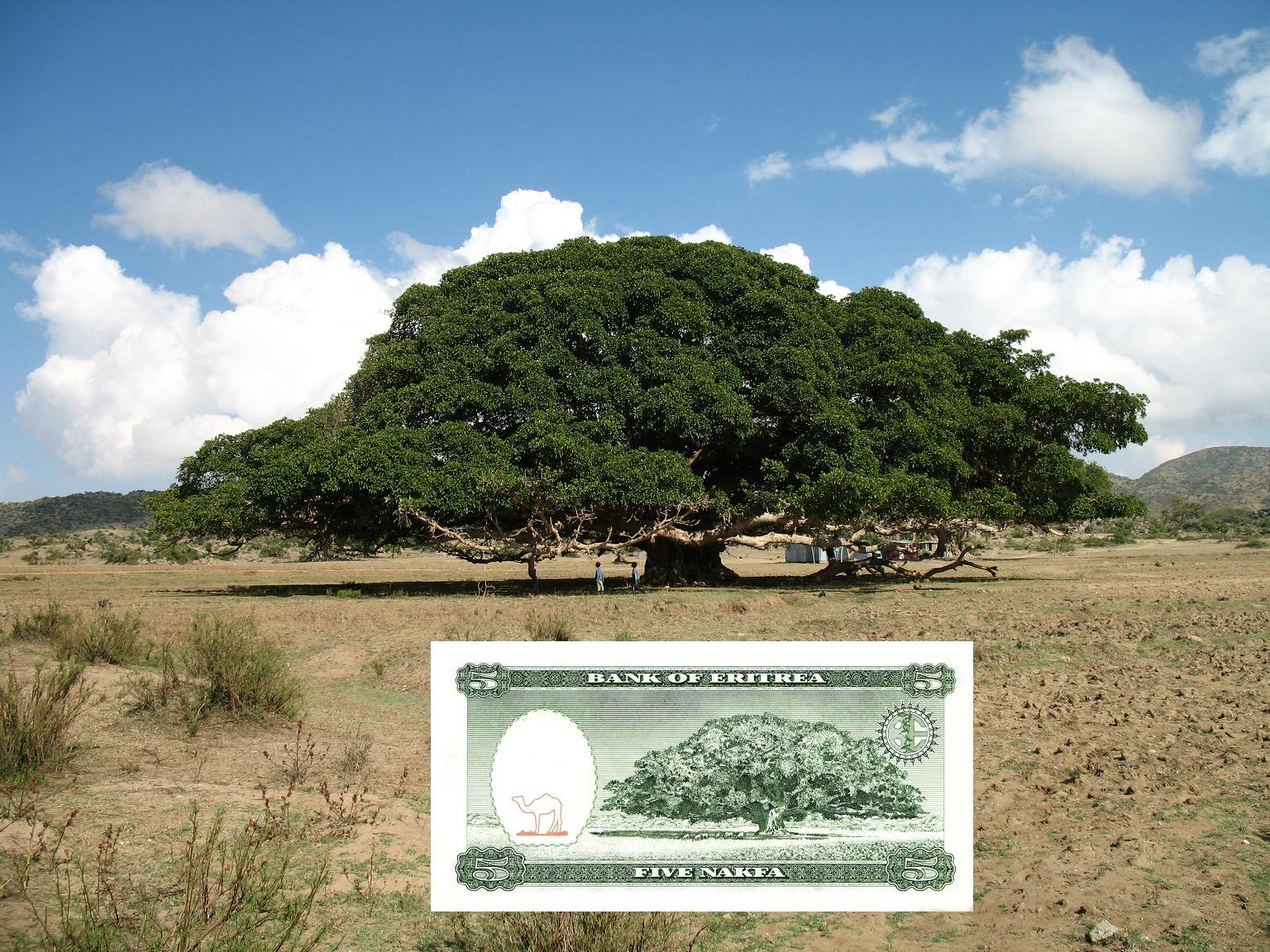
На звороті банкноти в 5 накф зображене реальне дерево(Ficus sycomorus).

Дизайн банкнот накфи був спроєктований Кларенсом Холбертом із Американського бюро гравіювання та друку (англ. Bureau of Engraving and Printing) у 1994 році. Номінали банкнот: 1, 5, 10, 20, 50 та 100 накф. Існує три випуски банкнот. Перший датований 24 травня 1997 року, другий випущений 24 травня 2004 і містив тільки банкноти номіналом у 50 та 100 накф, під час третього 24 травня 2011 також було випущено тільки номінали в 50 та 100 накф. Всі три випуски приурочені до Дня незалежності Еритреї - 24 травня.

## Монети
Всі монети виготовлені зі сталево-нікелевого сплаву. Різні номінали монет мають власну нарізку. На монеті 1 накфи вказаний номінал в 100 центів. Номінали монет: 1, 5, 10, 25, 50, 100 центів.

## Поточний курс
| Прапор Еритреї | Це незавершена стаття про Еритрею. Ви можете допомогти проєкту, виправивши або дописавши її. |